# フレデリック・ファン・オラニエ＝ナッサウ (1797-1881)
フレデリック・ファン・オラニエ＝ナッサウ（Frederik van Oranje-Nassau, 1797年2月28日 - 1881年9月8日）は、オランダの王族・軍人。オランダ王ウィレム1世の次男。

## 生涯
フレデリックは1797年2月28日、オラニエ公子ウィレム（後のオランダ王ウィレム1世）とその妃であったプロイセン王フリードリヒ・ヴィルヘルム2世の王女ウィルヘルミナの間に第2子として、父の亡命先であるベルリンで生まれた。全名はウィレム・フレデリック・カレル（Willem Frederik Karel）。祖父フリードリヒ・ヴィルヘルム2世の宮廷で育てられ、カール・フォン・クラウゼヴィッツにも学んでいる。16歳のとき、ライプツィヒの戦いに参加した。
1813年12月、フレデリックは初めてオランダの地を踏み、ヘルダーラント州アールテンに居を構えた。彼はオランダ語が話せなかったため、ライデン大学でさらに教育を受けた。1815年にナポレオン・ボナパルトがエルバ島から帰還（百日天下）すると再度反ナポレオン軍に加わり、ワーテルローの戦いのときは初代ウェリントン公爵アーサー・ウェルズリーから部隊を与えられ、彼が敗れたときの備えとしてBraine近郊で待機していた。
1815年に父がウィレム1世としてオランダ王位に即き、ネーデルラント連合王国が成立した。同年に制定されたオラニエ＝ナッサウ家の家法により、フレデリックはオランダ王子（Prins der Nederlanden）の称号を与えられ、加えて父の没後オラニエ＝ナッサウ家が神聖ローマ帝国内に持っていた所領（ウィーン会議の結果ルクセンブルクと交換された）を継承することになった。しかしフレデリックは1816年に、オランダ王位継承権とオランダ王子の称号を放棄した。
1826年、フレデリックは戦争省（Ministerie van Oorlog）のcommissaris-generaalに任命された。彼は軍をプロイセンをモデルにしたものへ改革した。さらに北ブラバント州ブレダに士官学校を創設したほか、軍の装備の近代化を行なった。
1829年、フレデリックは独立が承認されたギリシャ王国の国王候補となったが、言葉も習慣も違う国に赴くのを望まなかった（結局ヴィッテルスバッハ家のバイエルン王ルートヴィヒ1世の王子オットーがオソン1世として王位に即いた）。
1830年にベルギー独立革命が発生すると、フレデリックはこれを鎮圧するためにブリュッセルへ送られた部隊の司令官となり、さらに翌1831年の十日戦争でも軍を指揮してベルギーへ侵攻した。緒戦では勝利したものの、フランスの介入もあってオランダはベルギーの支配を回復することはできなかった。1839年にオランダはベルギーの独立を承認し、憲法を改正して国号を「ネーデルラント連合王国（Verenigd Koninkrijk der Nederlanden）」から「ネーデルラント王国（Koninkrijk der Nederlanden）」へ改めた。
この憲法改正の際に行なわれた王権の制限を嫌ってウィレム1世は1840年に退位し、フレデリックも公職を辞して南ホラント州のワセナールへ隠棲した。しかし1849年に兄ウィレム2世が没してその息子ウィレム3世が即位すると新王はフレデリックを呼び戻し、1849年にオランダ軍監察長官（Inspecteur-Generaal der Krijgsmacht）に任命した。以後20年近くにわたり、1868年に自身が提案した軍の近代化計画が却下されたことに抗議して辞職するまで、フレデリックはその職にあった。
フレデリックは1881年9月8日、84歳でヴァッセナールにて死去した。これは当時のオランダ王室で最高齢であり、後のユリアナ女王に破られるまで最長寿記録であった。

## 結婚と子女
フレデリックはプロイセン王フリードリヒ・ヴィルヘルム3世の王女で母方の従妹にあたるルイーゼと1825年5月21日にベルリンで結婚した。妻との間に以下の2男2女をもうけた。
- ウィルヘルミナ・フレデリカ・アレクサンドリナ・アナ・ルイーゼ（1828年 - 1871年） - スウェーデン王カール15世（ノルウェー王カール4世）妃
- ウィレム・フレデリック・ニコラス・カレル（1833年 - 1834年）
- ウィレム・フレデリック・ニコラス・アルベルト（1836年 - 1846年）
- ウィルヘルミナ・フレデリカ・アナ・エリサベト・マリー（1841年 - 1910年） - ヴィート侯ヴィルヘルム妃